# Кнохен, Гельмут
Гельмут Кнохен (нем. Helmut Knochen; 14 марта 1910, Магдебург, Германская империя — 4 апреля 2003, Оффенбах, Германия) — немецкий англист, штандартенфюрер СС, командир полиции безопасности и СД в оккупированной Франции.

## Биография
Гельмут Кнохен родился 14 марта 1910 года в семье учителя средней школы. После окончания школы изучал немецкий и английский язык в университетах Лейпцига, Галле и Гёттингена. С 1926 года состоял в организации «Стальной шлем» 1 января 1933 года вступил в НСДАП (билет № 1430331) и Штурмовые отряды (СА). В том же году стал руководителем отделения национал-социалистического союза студентов в Гёттингене. В 1935 году получил докторскую степень по филологии в университете Гёттингена. 1 сентября 1936 года был зачислен в ряды СС (№ 280350) и переведён при посредничестве Франца Зикса в секцию СД «Запад» в Дюссельдорфе. С 1937 года служил в главном управлении СД в Берлине.
С июня 1940 года служил в полиции безопасности в Париже, где был задействован в борьбе против евреев и коммунистов. С 1942 года по сентябрь 1944 года являлся руководителем полиции безопасности и СД во Франции. Вместе со своим начальником высшим руководителем СС и полиции во Франции Карлом Обергом, заместителем Куртом Лишкой он проводил депортацию французских и иностранных евреев в лагеря смерти. После освобождения Франции союзниками был зачислен в Лейбтштандарт СС «Адольф Гитлер».

### После войны
По окончании войны был арестован. В июне 1946 года британский военный трибунал в Вуппертале приговорил его к смертной казни за расстрел британских пилотов в Вогезах. 1 июля 1947 года был экстрадирован во Францию и 10 октября 1954 года в Париже был повторно приговорён к смертной казни, заменённой в 1958 году пожизненным заключением. В декабре 1962 года был освобождён и вернулся в ФРГ. Сначала жил в Баден-Бадене, затем в Ханеклее под городом Клаусталь-Целлерфельд. От первого брака у него родился сын. С 1963 года жил в Оффенбахе-на-Майне, работал страховым агентом и в 1982 году женился во второй раз.
Кнохен был членом организации «Тихая помощь», оказывающей поддержку нацистским преступникам. В 1968 году ему было предъявлено обвинение в лжесвидетельстве в суде Оффенбаха, где он заявил, что не знал об уничтожении евреев. Кнохен сослался на амнезию. На процессе по делу Модеста фон Корффа в 1987 году он не смог выступить в качестве свидетеля по состоянию здоровья, даже несмотря на то, что в тот день четыре часа играл в гольф.

## Награды
- Шеврон старого бойца
- Железный крест, 1-го класса (1939)
- Железный крест, 2-го класса (1939)
- Кольцо «Мёртвая голова»
- Почетная сабля рейхсфюрера СС